# Wereldbeker schaatsen 2008/2009 - Wereldbeker 2 - 2e 500 meter mannen
De vierde van 13 wedstrijden voor de wereldbeker schaatsen 500 meter werd gehouden op 15 november 2008 in Heerenveen.

## Uitslag A-divisie
| rang   | schaatser           | tijd     | punten |
| ------ | ------------------- | -------- | ------ |
| Goud   | Joji Kato           | 34,82    | 100    |
| Zilver | Yu Fengtong         | 35,05    | 80     |
| Brons  | Pekka Koskela       | 35,09    | 70     |
| 4      | Mika Poutala        | 35,25    | 60     |
| 5      | Jan Smeekens        | 35,30    | 50     |
| 6      | Dmitri Lobkov       | 35,33    | 45     |
| 7      | Tucker Fredricks    | 35,36    | 40     |
| 8      | Lee Kyou-hyuk       | 35,37    | 36     |
| 9      | Keiichiro Nagashima | 35,44    | 32     |
| 10     | An Weijiang         | 35,46    | 28     |
| 11     | Lee Kang-seok       | 35,49(0) | 24     |
| 12     | Yuya Oikawa         | 35,49(4) | 21     |
| 13     | Zhang Zhongqi       | 35,55    | 18     |
| 14     | Mo Tae-Bum          | 35,59    | 16     |
| 15     | Mark Tuitert        | 35,63    | 14     |
| 16     | Beorn Nijenhuis     | 35,85(3) | 12     |
| 17     | Stefan Groothuis    | 35,85(7) | 10     |
| 18     | Hiroyasu Shimizu    | 35,86    | 8      |
| 19     | Shani Davis         | 36,29    | 6      |
| 20     | Vincent Labrie      | DNF      | 0      |

## Loting
| rit | binnenbaan       | buitenbaan          |
| --- | ---------------- | ------------------- |
| 1   | Joji Kato        | Mark Tuitert        |
| 2   | Beorn Nijenhuis  | Hiroyasu Shimizu    |
| 3   | An Weijiang      | Jan Smeekens        |
| 4   | Stefan Groothuis | Mo Tae-Bum          |
| 5   | Vincent Labrie   | Zhang Zhongqi       |
| 6   | Lee Kang-seok    | Tucker Fredricks    |
| 7   | Shani Davis      | Keiichiro Nagashima |
| 8   | Yuya Oikawa      | Lee Kyou-hyuk       |
| 9   | Mika Poutala     | Yu Fengtong         |
| 10  | Pekka Koskela    | Dmitri Lobkov       |

## Top 10 B-divisie
| rang | schaatser                | tijd     | punten |
| ---- | ------------------------ | -------- | ------ |
| 1    | Simon Kuipers            | 35,46    | 25     |
| 2    | Pasi Koskela             | 35,95    | 19     |
| 3    | Muncef Ouardi            | 36,05(0) | 15     |
| 3    | Lee Ki-Ho                | 36,05(0) | 15     |
| 5    | François Olivier Roberge | 36,11    | 8      |
| 6    | Denny Morrison           | 36,19    | 6      |
| 7    | Nico Ihle                | 36,28    | 4      |
| 8    | Chris Needham            | 36,32    | 2      |
| 9    | Mike Blumel              | 36,37    | 1      |
| 10   | Frank Steiner            | 36,47    | 0      |